# Cecil Meadows Frith White
Cecil Meadows Frith White, britanski general, * 29. avgust 1897, † 1985.